# Gnaeus Cornelius Lentulus Clodianus (Konsul)
Gnaeus Cornelius Lentulus Clodianus (* ca. 114 v. Chr.) war ein römischer Senator, Politiker und Militär des 1. Jahrhunderts v. Chr.
Gnaeus Cornelius Lentulus Clodianus gehörte durch Adoption zum Zweig der Lentuli der Familie der Cornelier. Ursprünglich stammte er aus einer plebejischen Familie, was ein bekleidetes Volkstribunat beweist. Gnaeus Cornelius Lentulus adoptierte ihn. 89 v. Chr. kämpfte er unter Gnaeus Pompeius Strabo im Bundesgenossenkrieg. Wohl im darauffolgenden Jahr war er Münzmeister und ließ vier verschiedene Münztypen ausprägen (je einen Denar, Quinar, As und Semis). 82 v. Chr. gehörte Clodianus zu der Gruppe der Anhänger Sullas, die mit diesem nach dem Bürgerkrieg nach Rom zurückkehrten. Spätestens 75 v. Chr. war er Prätor.
Zusammen mit Lucius Gellius Publicola bekleidete er 72 v. Chr. das Konsulat. In dieser Funktion brachte er ein Gesetz ein, das die Bürgerrechtsverleihungen Sullas für rechtsgültig erklärte. Auch schritt er gegen den Proprätor von Sizilien Gaius Verres ein, der auf besonders schamlose Weise die Provinz ausbeutete. Als Militärführer bewährte sich Clodianus nicht. Gegen die aufständischen Sklaven unter Spartacus musste er eine herbe Niederlage hinnehmen.
Trotzdem wurde er mit seinem früheren Kollegen im Konsulat Publicola 70 v. Chr. zum Censor gewählt. In ihrem Amt schlossen beide 64 Senatoren aus dem Senat aus. Drei Jahre später diente er unter Pompeius als dessen Legat im Seeräuberkrieg. Im folgenden Jahr unterstützte er Pompeius erneut, als er die von Manilius eingebrachte Rogatio unterstützte, die vorsah, dass Pompeius den Oberbefehl über das römische Heer im Osten erhielt. Clodianus war Patron der Städte Oropos und Temnos. Zudem war er ein begabter Redner. Clodianus' gleichnamiger Sohn war ebenfalls römischer Politiker.